# Dionysios İsa Gürbüz
Dionysios İsa Gürbüz – duchowny Syryjskiego Kościoła Ortodoksyjnego, od 1996 biskup Szwajcarii i Austrii. Sakrę otrzymał 15 września 1996 roku.